# Кошмар на вулиці В'язів 3: Воїни сну
«Кошмар на вулиці В'язів 3: Воїни сну» (англ. A Nightmare on Elm Street 3: Dream Warriors) — американський фільм жахів, режисера Чака Расселла.

## Сюжет
Події відбуваються через шість років після першої появи Фредді Крюгера. Він став набагато сильнішим, підживлюючись душами дітей з вулиці В'язів. Тепер він звернув увагу на сімох підлітків, що потрапили в психіатричну лікарню. Становище ускладнюється ледь не масовими «самогубствами», які, зрозуміло, спровоковані Фредді. Вирішити ситуацію і пояснити, що відбувається, може лише Ненсі Томпсон, яка повернулася в рідне місто як лікар-практикант.

## У ролях
| Актор             | Роль                             |
| ----------------- | -------------------------------- |
| Хезер Ленгенкемп  | Ненсі Томпсон                    |
| Роберт Інглунд    | Фредді Крюгер                    |
| Патриція Аркетт   | Крістен Паркер                   |
| Крейг Вессон      | доктор Ніл Гордон                |
| Кен Сейгоз        | Роланд Кинкейд                   |
| Родні Істман      | Джозеф «Джо» Крусел              |
| Дженніфер Рубін   | Терін Вайті                      |
| Бредлі Грегг      | Філіп Андерсон                   |
| Айра Хейден       | Вільям «Вілл» Стентон            |
| Лоренс Фішберн    | Макс                             |
| Пенелопа Судроу   | Дженніфер Колфілд                |
| Джон Сексон       | лейтенант Дональд Томпсон        |
| Прісцілла Пойнтер | доктор Елізабет Сіммс            |
| Клейтон Ланді     | Лоренцо                          |
| Брук Банді        | Елейн Паркер                     |
| Крістен Клейтон   | Еліс                             |
| Селлі Пайпер      | медсестра 1                      |
| Розлін Соррелл    | медсестра 2                      |
| Нен Мартін        | Сестра Мері Хелена/Аманда Крюгер |
| Стейсі Елден      | Марсі                            |
| Дік Каветт        | грає самого себе                 |
| Жа Жа Габор       | грає саму себе                   |
| Майкл Ругас       | священик у церкві                |
| Джек Ші           | священик на кладовищі            |
| Пол Кент          | доктор Карвер                    |
| Мері Браун        | нейрохірург                      |
| Мелані Докторс    | дівчина в кладовищі              |
| Донна Дархем      | дівчина в натовпі                |

## Цікаві факти
- У сцені, де Фредді вбиває Дженніфер, за сценарієм він повинен був сказати: «Це — твій прорив на ТБ, Дженніфер!» (This is it Jennifer, your big break on TV!). Роберт Інглунд повторив дану фразу в двох перших дублях, однак при третьому він вирішив зімпровізувати, сказавши: «Ласкаво просимо в прайм-тайм, суко!» (Welcome to Prime Time, bitch!). Чак Расселл так і не вирішив, яку фразу варто залишити, тому в остаточний монтаж увійшли обидві версії.
- Сцена, де скелет Фредді кидає Ніла Гордона (Крейг Вессон) в могилу і частково його закопує, — це посилання на «Підставне тіло» (1984), де персонажа Крейга також поховали живцем.
- Незадовго до своєї смерті Дженніфер дивиться «Зубастики» (1986).
- Спочатку Селлі Келлерман була зазначена в сценарії як гостя на шоу Діка Каветта в тій самій сцені, де гине Дженніфер.
- Рукавичка Фредді, яка була вкрадена під час зйомок даного фільму, була виявлена в іншій картині: вона висить на стіні підвалу в «Зловісні мерці 2» (1987), що стало частиною чергового жарту одного над одним між Весом Крейвеном і Семом Реймі. Різні посилання у фільмі Реймі можна помітити на картини «У пагорбів є очі» (1977) і «Жах на вулиці В'язів» (1984). Посилання на фільми Веса Крейвена містяться в «Зловісні мерці» (1981) і «Зловісні мерці 2» (1987).
- Спочатку «Змія Фредді» вийшла занадто схожою на фалос, тому її пофарбували в темно-зелений колір.
- «Воїни сну» — кінодебют Патриції Аркетт.
- Роберт Інглунд написав сценарну заявку для фільму, проте продюсери її відкинули.
- У початковій версії сценарію Ненсі мала повернутися до хлопців, а доктор Гордон гинув.
- Ставши автором сценарію цієї серії, Крейвен хотів втілити ідею «фільму у фільмі» вже у третій серії, але, в кінцевому підсумку, йому це вдалося тільки через 7 років.
- Вес Крейвен наполягав на трилогії. Але фільм виявився досить успішним і четвертої частини дали «зелене світло». Крейвен повернувся до свого дітища тільки в 1994 році на зйомках сьомої серії — «Новий кошмар Веса Крейвена».